# Nowoławieła
Nowoławieła (ros. Новолавела) – osiedle w Rosji, w obwodzie archangielskim, w rejonie pinieskim. W 2010 liczyło 1024 mieszkańców.